# Clytra obesa
Clytra obesa es un coleóptero de la familia Chrysomelidae. Fue descrita científicamente por primera vez en 1982 por Rapilly.